# Куан Чи
Куан Чи (англ. Quan Chi, палл. Цюань Чи) — персонаж из серии игр Mortal Kombat. Является одним из самых могущественных колдунов Царства Небытия и одним из ключевых злодеев в серии. Он применяет как грубую силу, так и изощренную хитрость при осуществлении своих нескончаемых планов по захвату не только Земли, но и всей реальности. Известный своей ловкостью и жестокостью, Куан Чи может объединиться с кем угодно, лишь бы приблизиться к собственным целям. Его коварство и лживость стали причиной того, что у Куан Чи появилось несколько серьёзных врагов, среди которых Саб-Зиро и Скорпион.

## Сюжетная линия

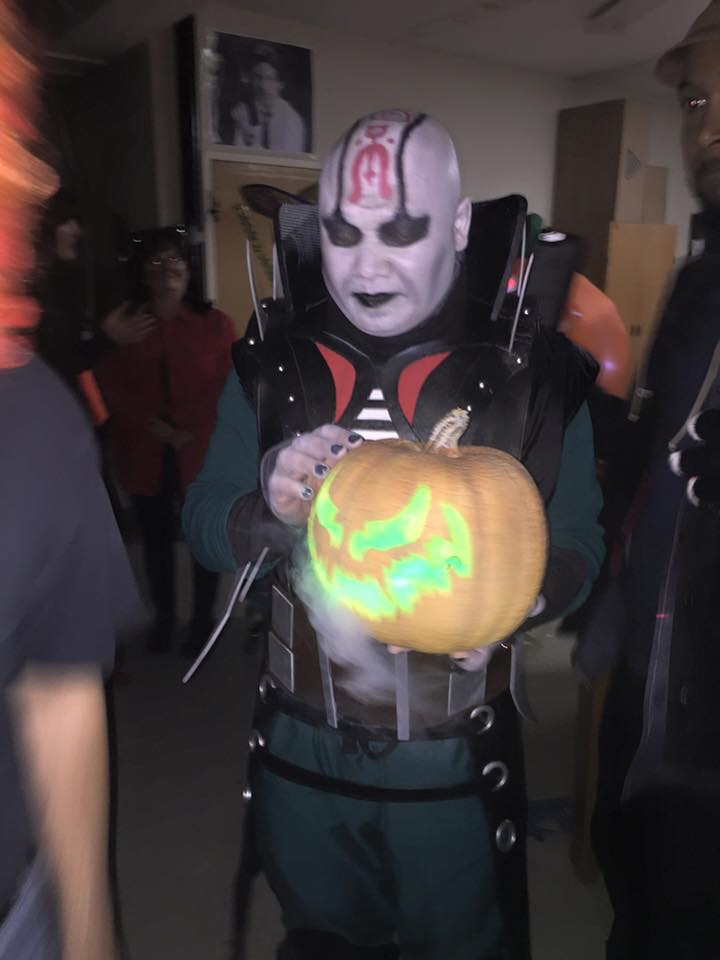
Косплей

### Оригинальная хронология
О прошлом Куан Чи ничего не известно. Считается, что раньше он был демоном Они, который при помощи магии смог стать человекоподобным демоном. За время своих странствий по различным мирам Куан Чи обрёл огромные знания и силу. Также он узнал о падшем старшем боге Шинноке, который был заточён в Преисподнюю за свою попытку захватить Земное Царство и получить силу, которая позволила бы ему стать самым могущественным существом во вселенной. Куан Чи отправился в Преисподнюю и предложил Шинноку сделку: он поможет освободить его из плена Люцифера, а Шиннок за это сделает Куан Чи своим главным колдуном и позволит ему править на своей стороне, когда Шиннок окончательно покинет Преисподнюю. Шиннок согласился на эти условия и вдвоём они повели жестокую войну против Люцифера и его помощников, которая длилась несколько веков. Падшему богу удалось победить в этой войне. Он безжалостно уничтожил бывшего хозяина Преисподней и стал новым правителем мёртвого мира, а Куан Чи, как и было обещано, получил статус главного колдуна при новом правителе. Теперь Шинноку нужен был его амулет, чтобы он мог сбежать из Преисподней и отомстить Старшим Богам и Райдэну за своё поражение.
Прошли века, и Куан Чи исчерпал все свои методы, в попытках освободить Шиннока из Преисподней. На их счастье, колдун-выскочка Шан Цзун обратился к ним за помощью. Шан Цзун создал план, который помог бы Шао Кану быть уверенным в том, что Земное Царство будет принадлежать ему. Но для исполнения этого плана была необходима помощь Шиннока. От Шиннока требовалось взять душу Синдел, проклясть её злом и возродить её на Земле. Шан Цзун получил эту информацию, когда поглотил душу Великого Кун Лао больше 400 лет назад. Колдуны заключили сделку, и Куан Чи узнал о местонахождении храма, но Шан Цзун не упомянул об одной важной детали: храм охранялся богами элементалями, и одно их существование не позволяло Куан Чи самому проникнуть в этот Храм и забрать амулет. Тогда Куан Чи решил найти кого-нибудь кто мог бы выкрасть карту с указанным местоположением Храма Элементов. Для этой цели Куан Чи нанял двух воинов — Саб-Зиро из китайского клана Линь Куэй и Скорпиона, из соперничавшего с Линь Куэй, японского клана Ширай Рю. Достать карту из шаолиньского храма удалось Саб-Зиро, который также убил там Скорпиона. Согласно договору с лидером клана, Куан Чи уничтожил клан Ширай Рю и в том числе семью Скорпиона . После этих событий Куан Чи нанял Саб-Зиро ещё раз, чтобы тот достал амулет Шиннока из Храма Элементов. Саб-Зиро удалось победить всех четырёх богов элементов. Как только последний из них пал, Куан Чи смог лично проникнуть в Храм и забрать амулет, прямо из-под носа у Саб-Зиро.
Оказавшись в Преисподней, Куан Чи забрал настоящий амулет себе, а Шинноку отдал фальшивку. Чуть позже следуя указаниям Райдэна, за амулетом явился Саб-Зиро. Он смог добраться до самого некроманта, победив по пути всех его помощников и сразившись ещё раз со Скорпионом. Куан Чи сделал Саб-Зиро предложение— вступить в Братство Тени, но Саб-Зиро отказался. Он смог победить Куан Чи в поединке с помощью Сарины и забрать амулет у Шиннока, который затем отдал Райдэну. Следующие несколько лет Куан Чи помогал Шинноку готовится к вторжению на Небеса и войне со Старшими Богами. После поражения Шао Кана и провалу его попытки захвата Земного Царства, Куан Чи и Шиннок решили действовать. При помощи предательницы из Эдении, Тани, им удалось проникнуть в это царство со своими войсками откуда они атаковали Небеса. Куан Чи также решил, что будет не лишним заручиться поддержкой, чтобы уничтожить Саб-Зиро, (младшего брата того Саб-Зиро, который помогал добыть ему амулет). Для этого Куан Чи нанял Скорпиона, видимо, убедив его в том, что новый Саб-Зиро был причастен к гибели его семьи и клана, также пообещав сделать его человеком. Скорпиону удалось выследить Саб-Зиро и они вступили в бой. Скорпион победил, но Саб-Зиро сказал ему, что он не имеет никакого отношения к гибели его семьи и клана. Тогда же в зале появился Куан Чи, который объявил, что именно он убил клан и семью Скорпиона. После этого он попытался отправить ниндзя-призрака в Преисподнюю, но Скорпиону удалось схватить некроманта и утащить его за собой. Лишившись поддержки амулета, Шиннок был побеждён Райдэном и Лю Каном.
Сам Куан Чи оказался в роли жертвы — он несколько лет бегал от Скорпиона по Преисподней. Когда Скорпион его настигал, Куан Чи подвергался пыткам и истязаниям. Его силы в Преисподней таяли, даже, несмотря на наличие у него амулета Шиннока, а силы Скорпиона росли. Ему удалось бежать, познакомившись с двумя демонами-Они. Они помогли некроманту отбиться от Скорпиона. Куан Чи договорился с ними о том, что если они помогут остановить Скорпиона, то он заберёт их из Преисподней. Демоны согласились и Драмин отвёл Куан Чи к древнему строению, которое по легенде являлось порталом в иные миры. В руинах Куан Чи нашёл таблицы, на которых было описано назначение амулета и то как его контролировать. Когда на Куан Чи снова напал Скорпион, демоны вступили с ним в сражение, а Куан Чи воспользовавшись суматохой, сбежал во Внешний Мир, через портал. Портал выкинул Куан Чи в заброшенную гробницу Короля Драконов, где он нашёл его армию мумифицированных солдат. Сила Куан Чи вернулась к нему, и он использовал её, чтобы перевести надпись на саркофаге. Прочитав её, Куан Чи понял, что эта армия неуязвима и её можно оживить. Куан Чи понял, кто именно может быть полезен ему для того, чтобы это сделать. Он направился к месту, где по слухам жил колдун Шан Цзун.
Около дома Шан Цзуна Куан Чи снова был атакован Скорпионом, который смог выбраться из Преисподней через тот же портал, что и Куан Чи. Куан Чи, вернувший себе большую часть сил, смог победить призрака, но оказалось, что тот лишь подделывал своё поражение и вновь атаковал Куан Чи гарпуном. Некроманту удалось скинуть Скорпиона в кислоту, которая окружала двор дома Шан Цзуна. Битва колдуна и ниндзя привлекла внимание Шан Цзуна, который всю дорогу наблюдал за поединком, но не вмешивался. Выйдя из дома, Шан Цзун поздравил Куан Чи с победой. Некромант предложил создать Смертельный Альянс, но Цзун не поверил в то, что Куан Чи победил Скорпиона, потому что был сильнее; он посчитал, что Куан Чи просто повезло. Куан Чи пришлось доказать Цзуну, что он действительно сильный воин и что он достойный союзник. Шан Цзун был впечатлён боевыми способностями Куан Чи и согласился выслушать предложение Куан Чи. Некромант рассказал о том, что он смог бы дать Шан Цзуну бесконечный запас душ в обмен на его помощь в оживлении армии Короля Драконов. Их объединённые усилия сделали бы сильнее обоих колдунов — Шан Цзун получил бы бессмертие, а Куан Чи — военную мощь. Шан Цзун согласился на предложение некроманта и колдуны скрепили свой договор рукопожатием. Так появился Смертельный Альянс.
Но для выполнения своих планов, колдунам было необходимо уничтожить двух существ, которые могли помешать им. Первым был император Внешнего Мира, Шао Кан. Под предлогом помощи Шао Кану, колдуны получили доступ в тронный зал императора и неожиданно атаковали. В невероятной битве грубой силы и магии Шао Кан был повержен. Кано, ставший свидетелем битвы, предложил колдунам свои услуги. После убийства Шао Кана, Куан Чи и Шан Цзун отправились в Земное Царство через тайный портал известный лишь колдунам и божествам. Хотя Куан Чи мог открыть местонахождение портала, для того, чтобы воспользоваться им, необходимо было победить образ своего злейшего врага. Для Куан Чи злейшим врагом был он сам. Победив иллюзию Куан Чи вместе с Шан Цзуном оказались на Земле, чтобы убить второго человека, который мог помещать в осуществлении их планов — Лю Кана. Шан Цзуну удалось подобраться к Лю Кану вплотную, приняв облик Кун Лао. Используя эффект неожиданности Шан Цзун атаковал чемпиона смертельной битвы, но Лю Кан смог легко отбиться от Цзуна. К несчастью для земного воина, колдуну на помощь пришёл Куан Чи. Он поразил Лю Кана огненным шаром в спину, дав Шан Цзуну возможность захватить Лю Кана и свернуть ему шею. Забрав душу Лю Кана, Шан Цзун и Куан Чи вернулись во Внешний Мир. Там они поручили Кано, чтобы он захватил небольшую деревню и приказал её жителям построить дворец вокруг древнего портала на Небеса. Одна из жителей деревни, Ли Мей, атаковала Кано. Куан Чи и Шан Цзун предложили ей поучаствовать в турнире, пообещав её народу свободу в случае победы. Также колдуны вышли на контакт с Мавадо, предложив ему сразиться с Кано если воин Красного Дракона сможет уничтожить старого врага Шан Цзуна — Кэнси, который шпионил за ним. Мавадо смертельно ранил Кэнси и заслужил право сразиться с Кано. Мавадо не стал убивать его, а захватил в плен и отправил его в штаб-квартиру Красного Дракона. Ли Мей одержала победу в турнире, но колдуны никогда не собирались давать ей и её народу свободу. Они хотели пересадить душу Ли Мей в солдата армии Короля Драконов, но их ритуал прервал Бо'Рай Чо, который смог забрать Ли Мей из дворца. Через некоторое время группа воинов, состоящая из Джонни Кейджа, Кун Лао, Сони Блейд, Джакса и Китаны атаковала дворец Смертельного Альянса. Но все они были убиты таркатанами и колдунами. Куан Чи лично сразился с Китаной в поединке один на один и убил её. Единственным непобеждённым воином остался Райдэн.
Он пытался сразиться с колдунами в одиночку, но его сил не хватило, и он потерпел поражение. Но триумф Смертельного Альянса не был долгим. Уничтожив всех своих врагов, колдуны атаковали друг друга в битве за амулет Шиннока. Куан Чи вышел победителем из этой схватки, но он не смог долго наслаждаться своей победой. Воскрешённый Король Драконов — Онага вошёл в тронный зал, чтобы забрать амулет Шиннока себе. Куан Чи и очнувшиеся Шан Цзун и Райдэн вместе атаковали Онагу, но безрезультатно. Все их магические атаки лишь замедлили дракона, но не причинили ему никакого вреда. В конце концов, Райдэн понял, что простыми методами остановить Онагу не удастся, поэтому он освободил свою божественную сущность, взорвав дворец Шан Цзун и уничтожив всю армию Короля Драконов. Куан Чи судя по-всему успел телепортироваться за несколько секунд до взрыва, а Онага не получил никаких повреждений и смог забрать то зачем пришёл.
Через два года после этих событий Куан Чи снова дал о себе знать. Некромант вновь объединился с Шинноком и стал помогать падшему старшему богу продвигать в жизнь его план, который должен был уничтожить всех его врагов. Куан Чи стал посланником Шиннока, манипулируя событиями, в пользу падшего бога. В Конквесте, он узнаёт о местонахождении пирамиды Аргуса от одного из воинов Красного дракона, которые работают на Дэйгона и Шиннока и натравливает своих телохранительниц, Кию, Джатааку и Сарину на Тэйвена. Позже его можно видеть в тронном зале Шао Кана, где он предлагает Шан Цзуну, Шао Кану и Онаге создать альянс между самыми могущественными воинами Тьмы, чтобы не дать силам Света победить Блейза и уничтожить силы Тьмы во вселенной, хотя на самом деле Куан Чи действует согласно инструкциям Шиннока. План Шиннока терпит неудачу и Блейза побеждает Шао Кан, который затем убивает всех своих противников, включая Куан Чи.

### Новая хронология
Преисподняя произвела множество мерзких и коварных существ, но никто не может состязаться в коварности с архи-колдуном Куан Чи. Вместо призыва демонов Преисподней Куан Чи предпочитает воскрешать мёртвых воинов для своих зловещих планов. Главным среди них является мучаемый ниндзя из клана Ширай Рю — Скорпион, который является личным убийцей Куан Чи. Куан Чи создаёт армию таких призраков для цели, которую пока ещё не раскрыли. Другая загадка — это вовлечённость некроманта в турнир Смертельной Битвы. У Преисподней нет заинтересованности в каком-либо исходе, и это заставляет наблюдателей задуматься о его присутствии…
Когда Хандзо Хасаши попал в Преисподнюю, адский огонь не причинял ему вреда, что заинтересовало Куан Чи. Он предложил Хандзо шанс отомстить и Хандзо согласился. Некромант смог усилить ненависть и ярость внутри Хандзо обещаниями возмездия и правосудия и Хандзо превратился в призрака-мстителя Скорпиона.
Впервые, в сюжетном режиме Куан Чи появляется рядом с троном Шан Цзуна в качестве одного из его союзников. Также по ходу турнира, Куан Чи управляет Скорпионом, который является участником состязания. Цель Скорпиона на турнире — убить Саб-Зиро старшего. Он требует дать ему сразиться с воином Лин Куэй, но Куан Чи приказывает ему взять себя в руки и заставляет его сражаться с другими воинами. Но, в конце концов, он позволяет Скорпиону сразиться с Саб-Зиро в Преисподней. Благодаря словам Райдэна Скорпион не собирался убивать Саб-Зиро, но Куан Чи учёл этот момент и при помощи видения, которое показало гибель его семьи и клана, ему удалось разъярить Скорпиона и спровоцировать его на убийство, что позже заставило Скорпиона устыдиться. Позже Куан Чи воскресит убитого Саб-Зиро в качестве личного помощника — Нуб Сайбота.
Во время турнира во Внешнем Мире, Куан Чи также играет заметную роль. После победы Саб-Зиро младшего над Рептилией, он требует сразиться с убийцей своего брата — Скорпионом. Куан Чи призывает призрака и даёт молодому воину шанс отомстить за гибель своего брата. Хотя Саб-Зиро побеждает, тут же его окружают киборги Лин Куэй и он не получает шанса добить Скорпиона. Позже, Куан Чи объединяется с Шан Цзуном, чтобы остановить Кун Лао, которого Райдэн выбрал для того, чтобы сразиться с Шао Каном. Смертельный Альянс проигрывает поединок. Хотя позже Кун Лао оказывается, убит Шао Каном, сам император не уходит с турнира победителем. Лю Кан, разъярённый гибелью своего друга находит в себе силы, чтобы сразиться с Каном и убить его. Казалось, что императору Внешнего Мира настал конец.
Но Куан Чи воспользовался своими умениями, чтобы залечить раны Шао Кана и вернуть императора Внешнего Мира на его трон. Также он предлагает новый план по захвату Земного Царства, который позволит Кану обойти правила любых турниров. Шао Кан соглашается на этот план и Куан Чи отправляется в Земное Царство, где он находит место погребения королевы Синдел. Она покончила с собой, чтобы дать Земле защитный барьер, из-за которого Шао Кан не мог начать полномасштабное вторжение. Куан Чи воскресил её и затемнил ей разум, превратив её в верную союзницу Шао Кана. После её воскрешения барьер исчез и Шао Кан смог начать наступление на Земное Царство.
Во время вторжения в Земное Царство, Куан Чи присутствует в тронном зале Шао Кана, когда туда приходит Милина с телом убитого Мотаро. Шао Кан решает отдать душу Шан Цзуна Синдел, чтобы сделать её сильнее и избавиться от земных воинов. В этот же момент появляется Кабал, который пытается атаковать Шао Кана. Милина и Нуб Сайбот пытаются остановить его, но безуспешно. Кабал решает сбежать через портал, ведущий на Землю и Шао Кан приказывает Куан Чи закрыть портал, но некромант не успевает этого сделать и Кабал сбегает.
Также во время вторжения Куан Чи пытается создать огромный вихрь из душ, который забрал бы души всех людей на Земле и передал бы их Шао Кану. Ночной Волк останавливает некроманта и отправляет Нуб Сайбота в этот вихрь.
После провала переговоров о помощи со Старшими Богами и гибели большинства земных воинов от рук Синдел, Райдэн решает попросить помощи у Куан Чи. В Преисподней ему приходится сразиться сначала со Скорпионом, а после появляется сам некромант. Райдэн предлагает ему свою душу и души своих воинов в обмен на помощь в борьбе с Шао Каном, но Куан Чи заявляет, что Шао Кан уже дал ему право получить души всех погибших в ходе войны бойцов. Куан Чи призывает своих новых слуг: Кун Лао, Ночного Волка, Синдел, Китану, Джейд, Кибер Саб-Зиро, Смоука, Джакса, Страйкера и Кабала. Он приказывает им уничтожить Райдэна, но бог грома побеждает своих бывших союзников. Куан Чи говорит, что остались считанные часы до того, как Шао Кан объединит Землю и Внешний Мир. Тем самым он даёт Райдэну подсказку, как уничтожить Шао Кана раз и навсегда и остановить вторжение.
После того, как Райдэн при помощи Старших Богов побеждают Шао Кана, Куан Чи появляется в Земном Царстве и рассматривает остатки шлема-черепа Кана. Рядом с ним появляется Шиннок с которым Куан Чи обсуждает последние события. Оказывается, что всё это время Куан Чи исполнял план Шиннока, который полностью сработал. В то же время он выразил тревогу по поводу того, что Райдэн остался жив. Шиннок говорит, что это не имеет значения, так как ни Земное Царство, ни Внешний Мир не смогут пережить грядущего вторжения из Преисподней.
Несколько позже Куан Чи, который не доверяет технологиям, трансформирует Саб-Зиро из киборга обратно в человека, буквально разрывая его на части и собирая обратно, восстанавливая его плоть.
Спустя некоторое время после гибели Шао Кана, Шиннок и Куан Чи начали полномасштбаное наступление на Земное Царство. Куан Чи лично возглавляет атаку на Небесный Храм, где находится Палата Джинсей, источник жизненной силы Земли. Но их вторжение заканчивается, когда Джонни Кейдж побеждает Шиннока, а Райдэн затачивает падшего бога в его же амулет. Куан Чи теряет свои силы и вместе со своими ревенантами сбегает в Преисподнюю, и на некоторое время пропадает из поля зрения.
В Преисподней Молох и Драмин приносят Куан Чи голову Хавика, которая всё ещё кричит о Хаосе, но её быстро затыкает Куан Чи, который давит голову клирика хаоса сапогом, окончательно закончив его существование. Оказывается всё произодшее было планом Куан Чи, который таким образом хотел добыть амулет Шиннока и выпустить падшего бога на волю и именно он дал Хавику кровавую магию Нитары, но Хавик доказал себя ненадёжным союзником. Некромант говорит, что с одной стороны он должен был бы поблагодарить они за то, что они принесли ему голову Хавика, но с другой стороны они тоже показали себя ненадёжными слугами. Китана тут же обезглавливает Молоха, а Куан Чи забирает душу Драмина. Хотя этот план Куан Чи провалился и на некоторое время некроманту и его союзникам придётся залечь на дно, у них появился новый союзник — Ди'Вора, которая решает перейти на сторону Куан Чи, после демонстрации сил Амулета.
Спустя несколько лет Отряд Особого Назначения атакует логово Куан Чи. Вместе с отрядом солдат его атакуют Джонни Кейдж, Соня Блейд. Чтобы отразить их атаку, некромант призывает Скорпиона, Саб-Зиро и Джакса. Из-за Джакса Джонни Кейдж оказывается тяжело ранен и Куан Чи почти создаёт его ревенанта, но вмешивается Райдэн, который задерживает процесс трансформации. Соня лично побеждает Куан Чи в бою, что разрывает его связь с Джонни и позволяет Райдэну обратить проклятье. В результате, не только Джонни оказывается спасён, но Куан Чи также теряет контроль над Скорпионом, Саб-Зиро и Джаксом, которые превратились обратно в людей.
Позже Отряд Особого Назначения узнаёт, что один из соратников нового императора Внешнего Мира, Ди’Вора, тайно работает на Шиннока и хочет принести его амулет Куан Чи, чтобы он выпустил падшего на свободу. Отряд направляет в Преисподнюю своих бойцов, чтобы захватить Куан Чи и, возможно, освободить остальных ревенантов от его влияния. Им удаётся отразить изначальную атаку ревенантов. Джакс проникает в крепость Куан Чи, побеждает нескольких его ревенантов и захватывает Куан Чи.
Позже, когда некромант оказывается в руках Отряда, на базу является Хандзо Хасаши вместе со своим кланом Ширай Рю. Он требует отдать Куан Чи ему, чтобы он мог убить некроманта и отомстить за убийство своей семьи и клана. Все попытки членов Отряда объяснить Хандзо, что Куан Чи им ещё нужен, чтобы освободить остальных воинов от его проклятья, не увенчались успехом. Хандзо и его воины захватывают базу. Хандзо освобождает некроманта и сражается с ним. Он побеждает Куан Чи, но прежде, чем он успевает нанести последний удар, появляется Ди’Вора, которая успевает передать амулет некроманту. За секунду до того, как меч Хандзо отрубает ему голову, Куан Чи успевает дочитать заклинание и выпустить Шиннока на свободу.
Согласно его концовке в аркадном режиме, Куан Чи был воскрешён Старшими Богами, которые подавили волю Куан Чи и дали ему только одну команду: уничтожить Райдэна.

## Спецприёмы
- Черепной шар: Куан Чи выстреливает в противника зелёным черепом, состоящим из магической энергии. (MK4, MKG, MKDA, MKA, МК9)
- Кража оружия: Куан Чи перемещает оружие из рук противника в свои. (MK4, MKG)
- Небесное падение: Куан Чи телепортируется вверх и резко падает на противника, сбивая его с ног. После этого Куан Чи начинает бешено прыгать на теле врага. (MK4, MKG, MKA, МК (2011))
- Воздушный бросок: Куан Чи хватает врага в воздухе и кидает. (MK4, MKG)
- Магнетизм: Куан Чи отключает противнику возможность доставать или убирать оружие на всём протяжении матча. Этот приём является улучшенной версией приёма Кража оружия. (MKA)
- Восходящая звезда: Куан Чи делает подкат и наносит противнику удар, подбрасывающий его в воздух. (MK4, MKG, MKDA, MKA)
- Транс: Куан Чи магией затуманивает разум противнику, и тот начинает идти к некроманту, как зомби, оставаясь открытым для удара. (МК9)
- Земляной взрыв: Куан Чи призывает на землю зелёный свет, который наносит урон врагу и отталкивает его. У этого приёма есть три комбинации, для призывания света на дальнем, среднем или ближнем расстоянии. (МК (2011))
- Скелетное повышение: Куан Чи призывает костяную руку, которая либо делает его сильнее, либо восстанавливает ему жизни, пока его не ударят. (МК9)

### Усиленные спецприёмы
- Укус черепа: усиленная версия приёма Черепной шар. Череп наносит больший урон, и противник отлетает дальше после столкновения с ним. (МК9)
- Небесный топот: в этой усиленной версии приёма Небесное падение Куан Чи наносит ещё два удара во время избиения противника. (МК9)
- Гипнотизирование: усиленная версия приёма Транс. Во время гипноза у врага отнимается энергия из суперметра. (МК9)
- Земляной выстрел: в этой усиленной версии приёма Земляной взрыв Куан Чи призывает на землю зелёный лазер, который нельзя заблокировать. (МК9)
- Скелетное усиление: усиленная версия приёма Скелетное повышение даёт Куан Чи сразу оба усиления. (МК9)

### Боунбрейкер
Куан Чи хватает противника за плечи и со всех сил бьёт ногами по коленям противника, от чего они оказываются вывернуты назад.(MK4, MKG)

### X-Ray
Атака амулетом: Куан Чи срывает с пояса амулет и стреляет из него магией в лицо противнику, вводя его в транс. Куан Чи создаёт зелёный череп и кидает его врагу, который под управлением некроманта бьёт черепом себе о голову. Затем Куан Чи заставляет противника свернуть себе шею. (МК9)
Магический шар: Куан Чи стреляет во врага магией, ненадолго оглушая его. Потом некромант с помощью двух зелёных черепов ломает вражеский череп. Потом Куан Чи привет врага в портал и падает на него, ломая шею.(MK10)

## Добивания
- Избиение: Куан Чи отрывает ногу противнику и со всей силой начинает ею избивать врага. В MK9 Куан Чи отрывает ногу противнику и после дважды наносит удар по нему, от чего голова врага взрывается. Затем некромант продолжает избивать уже мёртвого врага. (MK4, MKG, MK9)
- Кража фаталити: Куан Чи имитирует второе фаталити противника. (MK4, MKG)
- Вытягивание шеи: Куан Чи запрыгивает противнику на плечи и вытягивает ему шею, после чего противник живёт ещё несколько секунд, а потом падает замертво. (MKDA)
- На колени: Куан Чи создаёт зелёный меч и наносит удар, отрубая врагу ноги по колено. Затем он сносит мечом врагу голову, но перед тем как она упадёт на землю, некромант ловит её и поднимает вверх, в знак своей победы. (MK9)
- Игра разума: Куан Чи создает зелёный меч и ведёт противника к себе. Тот с открытым ртом идёт, натыкаясь на меч, который заходит в глотку. Некромант, пользуясь случаем, поднимает силой левитации противника, которого режет пополам, затем опускает разделенного противника на пол. (MKX)
- Babality: После превращения в ребёнка Куан Чи открывает портал, из которого ему на голову падает зелёный череп, после чего Куан Чи начинает плакать. (MK9)

## В кино
В сериале «Завоевание» роль Куан Чи исполнил актер Адони Маропис. Хроники из сериала использованы в фильме Смертельная битва: Федерация боевых искусств (2000, видео)